# Pakoszówka (gromada)
Pakoszówka – dawna gromada, czyli najmniejsza jednostka podziału terytorialnego Polskiej Rzeczypospolitej Ludowej w latach 1954–1972.
Gromady, z gromadzkimi radami narodowymi (GRN) jako organami władzy najniższego stopnia na wsi, funkcjonowały od reformy reorganizującej administrację wiejską przeprowadzonej jesienią 1954 do momentu ich zniesienia z dniem 1 stycznia 1973, tym samym wypierając organizację gminną w latach 1954–1972.
Gromadę Pakoszówka z siedzibą GRN w Pakoszówce utworzono – jako jedną z 8759 gromad na obszarze Polski – w powiecie sanockim w woj. rzeszowskim na mocy uchwały nr 33/54 WRN w Rzeszowie z dnia 5 października 1954. W skład jednostki wszedł obszar dotychczasowej gromady Pakoszówka ze zniesionej gminy Sanok oraz obszar dotychczasowej gromady Strachocina ze zniesionej gminy Zarszyn w tymże powiecie. Dla gromady ustalono 20 członków gromadzkiej rady narodowej.
1 stycznia 1960 do gromady Pakoszówka włączono wieś Lalin ze zniesionej gromady Falejówka w tymże powiecie.
1 stycznia 1969 gromadę zniesiono, włączając jej obszar do gromady Jurowce w tymże powiecie.